# آنکون هیل
آنکون هیل (به اسپانیایی: Cerro Ancón) یک کوه در پاناما است که در پاناماسیتی واقع شده‌است. آنکون هیل ۱۹۹ متر بالاتر از سطح دریا واقع شده‌است.